# Марія Стюарт (опера)
«Марія Стюарт» (італ. Maria Stuarda) – опера на три дії італійського композитора Гаетано Доніцетті. Італійське лібрето Джузеппе Бардарі за мотивами драми німецького письменника Фрідріха Шиллера «Марія Стюарт» (1800). Прем'єра відбулася 30 грудня 1835 у Мілані в театрі Ла Скала. Опера потрапила під заборону цензури в 1836 році та практично не виконувалася до середини XX століття, коли відновився інтерес до постановок опер бельканто.

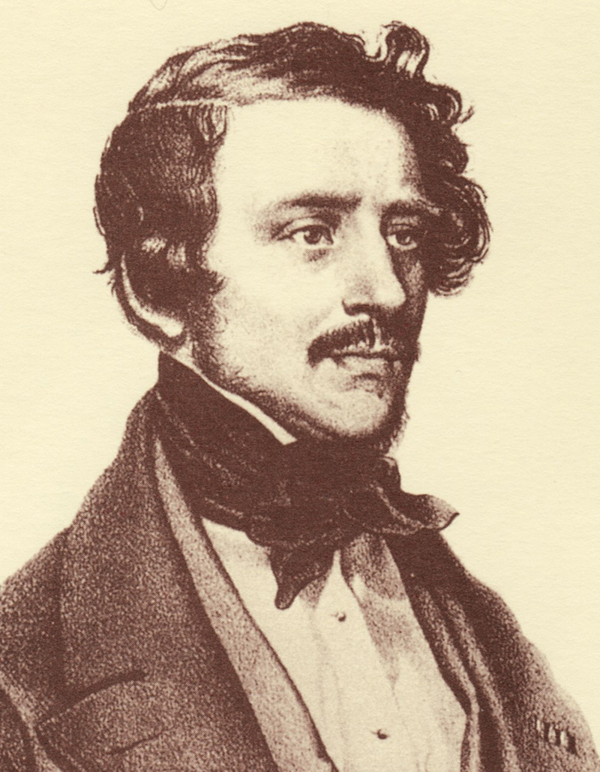
Ґаетано Доніцетті

Опера «Марія Стюарт» належить до циклу опер Доніцетті з історії Англії XVI століття. Сюди входять також «Замок Кенілворт» (1829), «Анна Болейн» (1835) і «Роберто Деверо »(1837).

## Лібрето

### Акт перший. Вестмінстерський палац
Єлизавета отримує листа від французького короля, в якому той просить її руки для свого брата герцога Анжуйського. Одночасно король просить випустити з ув'язнення і відправити до Франції Марію Стюарт, яка вже багато років ув'язнена в замку Фотерінгей за звинуваченням у замаху на англійський престол. За Марію просить також Телбот, граф Шрусбері. Категорично проти висловлюється лорд Сесіл. Багато чого буде залежати від позиції королівського фаворита графа Лестера. Єлизавета залишає Лестера з придворними. Телбот просить Лестера підтримати звільнення Марії і для цього влаштувати особисту зустріч Марії з Єлизаветою. Лестер погоджується. Всі, крім Лестера, йдуть. Повертається Єлизавета. Після тривалого пояснення Єлизавета дозволяє Лестеру переконати себе - вона зустрінеться з Марією і тоді вирішить її долю.

### Акт другий. Парк замку Фотерінгей
Марія зі своєю придворною пані Анною Кеннеді прогулюється по парку. Прекрасний весняний день народжує в душі ув'язненої надію на можливе звільнення. Здалеку чутно кавалькаду мисливців. Герольд повідомляє, що це королева Єлизавета. Входить Лестер. Він розповідає Марії, що влаштував як би випадкову зустріч Єлизавети з нею, і благає Марію упокорити свою гордість і на колінах благати про звільнення. Тільки так можна добитися милості Єлизавети. Входить Єлизавета в супроводі Телбота, Сесіла і придворних. Марія опускається на коліна. Єлизавета подає руку для поцілунку. Здається, примирення ось-ось відбудеться, але Сесіл провокує Єлизавету, і та піддає Марію насмішкам, перераховує її коханців, звинувачує в організації вбивства власного чоловіка. Гордість Марії ображена. Вона кидає Єлизаветі найстрашніше для тієї звинувачення в тому, що вона не дочка Генріха, оскільки її мати Анна Болейн була викрита в подружній зраді і страчена за це, а сам король Генріх піддавав сумніву походження Єлизавети. Примирення більше неможливе. Єлизавета в гніві йде. Марію беруть під варту.

### Акт третій. Сцена перша. Кабінет Єлизавети
Сесіл наполягає на тому, щоб Єлизавета підписала для Марії смертний вирок. Єлизавета вагається. Входить Лестер і просить помилувати Марію. Тоді Сесіл звинувачує Лестера в тому, що той інтригує на користь Марії, тому що вирішив допомогти їй захопити англійський престол, одружитися з нею, і таким чином стати королем. Розгнівана Єлизавета підписує наказ про страту Марії.

### Акт третій. Сцена друга. Кімната Марії
Сесіл приносить Марії смертний вирок. Входить Телбот. Він співчуває Марії, але та невтішна. Вона згадує своє життя, людей, загиблих через неї; вважає, що її спіткала заслужена кара.

### Акт третій. Сцена третя. Великий зал в замку Фотерінгей
Придворні Марії оплакують свою королеву. Входить Анна. Вона в розпачі. З'являється Марія. Вона йде з гордо піднятою головою в королівській мантії та короні. Урочисто прощається вона зі своїми придворними, з Анною, дякує за службу. З'являються Сесіл, Телбот і Лестер. Марія дякує Телботові та Лестерові за допомогу, з презирством відповідає Сесілові, передрікає швидкий кінець правління Єлизавети та повернення на престол законної династії Стюартів. Всі приголомшені королівською величчю Марії. Її відводять на страту.

## Дискографія
- Доніцетті. Марія Стюарт. Л. Генчер, Ш. Верретт, Ф. Тальявіні. Диригент Ф.Молінарі-Праделлі. Флорентійський музичний травень 2.5.1967 / MEMORIES
- Доніцетті. Марія Стюарт. Беверлі Сілз, Ейлін Фаррелл, Стюарт Берроуз, Луї Кіліко, Крістіан дю Плессі. Диригент Альдо Чеккато. DG 1971 - найповніший запис опери.
- Доніцетті. Марія Стюарт. М. Кабальє, М. В. Менендес, Х. Каррерас, Е. Серра. Диригент М. Санті. Париж, Радіо Франс 26.3.1972
- Доніцетті. Марія Стюарт. Б. Сілз, М. Гальвані, К. Рігель, Р. Фрідерікс. Диригент Ч. Вілсон. НІКО 17.9.1972
- Доніцетті. Марія Стюарт. Дж. Сазерленд, Ю. Туранже, Л. Паваротті, Дж. Морріс. Диригент Р. Бонінг. DECCA 1976
- Доніцетті. Марія Стюарт. Е. Груберова, А. Бальтса, Ф. Арайса, С. Алаймо. Диригент Дж. Патане. Мюнхен. 1989.
- Доніцетті. Марія Стюарт. Е. Груберова, С. Ганассі, Х. Д. Флорес, С. Орфіла. Диригент Фрідріх Хайдер. Барселона Liceu 20.11.2003

## Відеографія
- Доницетти. Мария Стюарт. М.Кабалье, Б.Берини, Э.Химненс, Э.Серра. Дирижер А.Гатто. Барселона Liceu 31.12.1978 (TV)
- Доницетти. Мария Стюарт. К.Ремиджио, С.Ганасси, Ж.Каллейя, Р.Дзанеллато. Дирижер Фабрицио Мария Карминати. Бергамо, Театр Доницетти 2002 / DYNAMIC